# Công tước xứ Addis Abeba

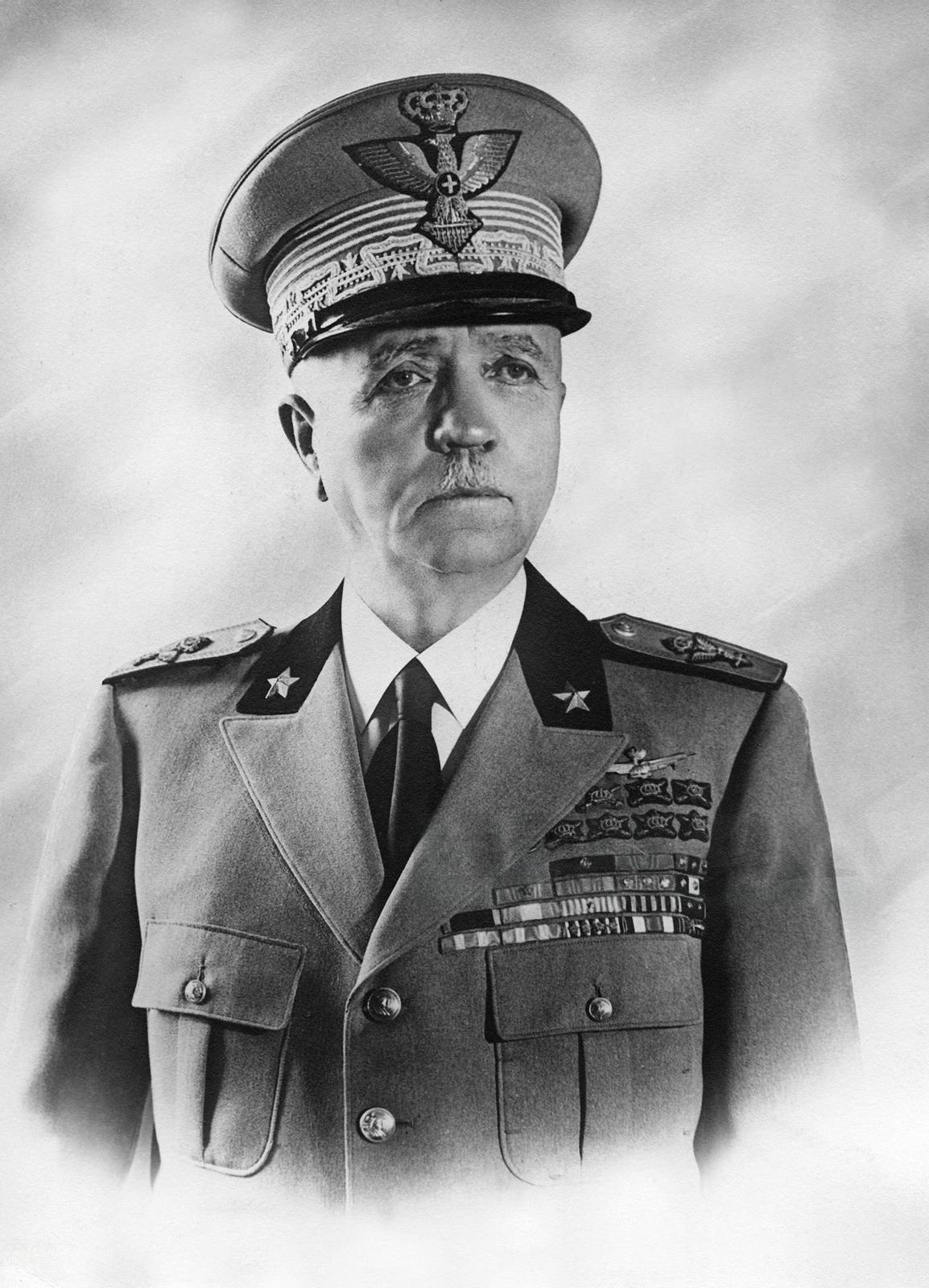
Pietro Badoglio, công tước đầu tiên của xứ Addis Abeba

Công tước xứ Addis Abeba (tiếng Ý: Duca di Addis Abeba) là một tước hiệu cha truyền con nối trong giới quý tộc Ý được ban tặng trong cuộc chinh phục Ethiopia của Ý dưới dạng danh hiệu chiến thắng của Vua Victor Emmanuel III cho Nguyên soái Pietro Badoglio sau khi ông dẫn quân Ý vào Addis Ababa. vào ngày 5 tháng 5 năm 1936.
Vào ngày 5 tháng 5 năm 1936, Benito Mussolini tuyên bố Vua Victor Emmanuel III của Ý là Hoàng đế mới của Ethiopia và Ethiopia là một tỉnh của Ý. Cùng dịp đó, Nguyên soái Pietro Badoglio được bổ nhiệm làm Phó vương đầu tiên của Ethiopia và được Nhà vua phong làm "Công tước xứ Addis Abeba".

## Danh sách các Công tước xứ Addis Abeba
- Pietro Badoglio, Công tước thứ nhất xứ Addis Abeba (1871–1956).
- Pietro Badoglio, Công tước thứ 2 xứ Addis Abeba (1939–1992).
- Flavio Badoglio, Công tước thứ 3 xứ Addis Abeba (sinh 1973) cháu trai của Công tước thứ 2